# 로스티슬라프 올레시
로스티슬라프 올레시(체코어: Rostislav Olesz, 1985년 10월 10일~)는 체코의 아이스하키 선수로 포지션은 레프트윙과 라이트윙이다. 현재 체코 엑스트랄리가의 HC 올로모우츠 소속으로 뛰고 있다. 이전에는 내셔널 하키 리그(NHL)의 플로리다 팬서스, 시카고 블랙호크스, 뉴저지 데블스에서 활약했다.
국제 대회에서는 체코 국가대표팀 소속으로 참가했으며, 2006년 동계 올림픽에서 동메달을 획득했다.